# 八卦新闻
八卦，起源於香港的現代流行語，原本意思是閒言閒語，有道人長短之意，特别是演藝界的緋聞等小道消息，可作名詞、形容词或动词。緋聞常指情愛、婚姻或性事方面的傳聞。花邊新聞或花絮新聞則指較不重要但富有趣味性的新聞，以往登在報紙上以花邊線條飾其四週。
近年，中国大陆网络用语流行稱“八卦新闻”為“瓜”。揭露别人的隐私、黑历史的行为稱爲“扒皮”，讨论八卦新闻、围观个人隐私的行为為“吃瓜”，参与吃瓜的人则稱“吃瓜群众”，有时候还会把“八卦”写成谐音的“扒瓜”。

## 詞源
以“八卦”來指稱“小道消息”，可能的來源有幾種說法：
- 以前的茶馆为招揽顾客，将小道消息按照八卦的形状张贴在茶馆外墙，久而久之，小道消息就有了「八卦」的说法。[2]
- 据说源自香港。當時香港一些雜誌為了提升銷量，而仿效英國成人雜誌在刊物中加入裸女圖片，但又顧慮當時社會風氣可能無法接受，故以八卦圖遮掩圖中的敏感部位[3]。之後，八卦雜誌遂成為該類雜誌的代稱，而「八卦」一詞也增添了新意涵。

## 资料来源
1. ↑  . jres2023.xhby.net.   [2025-02-11].
2. ↑  .   [2010-02-14]. （原始内容存档于2011-01-04）.佛山电视台《粵講粵過癮節目》0:21→1:00
3. ↑  香港媒体行话"搏出位"和"有料到"，以及"八卦新闻"有何典故和来由吗?[永久]

## 連結
- 張碩文：當香港娛樂記者，問了奧斯卡女主角一道詭異問題 | 端傳媒 Initium Media（页面存档备份，存于）